# Interleukine 10
L'Interleukine 10 (IL10), parfois appelé CSIF (de l'anglais : human cytokine synthesis inhibitory factor) est une protéine produite par différentes cellules sanguines et agissant en diminuant la réponse immunitaire. Son gène est le IL10 situé sur le chromosome 1 humain.
C'est aussi une cytokine produite par les cellules dendritiques et les macrophages qui permet la différenciation des lymphocytes TCD4 en lymphocyte T régulateur.

## Mode d'action
Il inhibe la production de certaines cytokines, comme l'interleukine 2, l'interleukine 3, le TNF et certains interférons. Il agit également sur l'immunité en modulant le nombre des différentes cellules intervenant dans le système immunitaire (mastocytes, lymphocytes, etc.).

## Récepteurs
Ils sont de deux types, IL10R1 et IL10R2, le premier étant spécifique de l'interleukine 10, le second interagissant avec d'autres cytokines.

## En médecine
Une déficience en interleukine 10 pourrait intervenir dans certaines maladies inflammatoires digestives d'après un modèle animal (souris). De même, des mutations sur le gène codant les récepteurs de l'interleukine 10 ont été retrouvées dans certaines formes de ces maladies digestives.
Cette déficience peut être génétique, mais aussi par inhibition en présence d'un auto-anticorps.